# (9565) Tikhonov
(9565) Tikhonov (1987 SU17) – planetoida z pasa głównego asteroid okrążająca Słońce w ciągu 3,59 lat w średniej odległości 2,34 j.a. Odkryta 18 września 1987 roku.